# Nolan Kasper
Nolan Kasper (Morristown, 27 marzo 1989) è un ex sciatore alpino statunitense.

## Biografia

### Stagioni 2005-2010
Kasper, slalomista originario di Warren, ha fatto il suo esordio in gare valide ai fini del punteggio FIS il 18 dicembre 2004, disputando uno slalom speciale a Sunday River (33º), e in Nor-Am Cup il 2 gennaio 2007 nella medesima località, senza qualificarsi per la seconda manche dello slalom gigante in programma. Nel 2009 ai Mondiali juniores di Garmisch-Partenkirchen, in Germania, ha conquistato la medaglia di bronzo nello slalom speciale.
Il 15 novembre 2009 ha fatto il proprio esordio in Coppa del Mondo nello slalom speciale di Levi, in Finlandia, senza però riuscire a qualificarsi per la seconda manche. Un mese dopo ha colto in Nor-Am Cup prima il suo primo podio (2º in slalom gigante il 14 dicembre), poi la sua prima vittoria (in slalom speciale il 15 dicembre), a Panorama. In seguito ha esordito in Coppa Europa, senza concludere lo slalom speciale di Kirchberg in Tirol del 17 gennaio, e ai Giochi olimpici invernali: a Vancouver 2010 è stato 24º nello slalom speciale. A fine stagione è risultato 3º nella classifica generale della Nor-Am Cup 2010, vincendo anche quella di slalom speciale.

### Stagioni 2011-2018
Sempre in slalom speciale, nella stagione 2010- 2011 in Coppa Europa si è aggiudicato il suo primo podio (2º il 17 dicembre a Pozza di Fassa) e la sua prima vittoria, il 19 gennaio sulle nevi svizzere di Zuoz. Ai Mondiali di Garmisch-Partenkirchen 2011, sua unica partecipazione iridata, ha chiuso lo slalom speciale al 15º posto, mentre il 6 marzo ha colto l'unico podio in Coppa del Mondo sulle nevi slovene di Kranjska Gora: 2º dietro a Mario Matt e a pari merito con Axel Bäck. A fine stagione è risultato 5º nella classifica generale della Coppa Europa, vincendo anche quella di slalom speciale.
Tre anni dopo, ai XXII Giochi olimpici invernali di Soči 2014, si è classificato 13º nello slalom speciale; il 16 dicembre 2017 ha ottenuto a Panorama in slalom speciale la sua ultima vittoria, nonché ultimo podio, in Nor-Am Cup. Ai XXIII Giochi olimpici invernali di Pyeongchang 2018, sua ultima presenza olimpica, si è classificato 9º nella gara a squadre e non ha completato lo slalom speciale. Si è ritirato al termine di quella stessa stagione 2017-2018; la sua ultima gara in Coppa del Mondo è stata lo slalom speciale di Kranjska Gora del 4 marzo, che non ha completato, e la sua ultima gara in carriera è stata uno slalom speciale FIS disputato a Stowe Mountain il 5 aprile, chiuso da Kasper al 5º posto.

## Palmarès

### Mondiali juniores
- 1 medaglia:
  - 1 bronzo (slalom speciale a Garmisch-Partenkirchen 2009)

### Coppa del Mondo
- Miglior piazzamento in classifica generale: 48º nel 2011
- 1 podio:
  - 1 secondo posto

### Coppa Europa
- Miglior piazzamento in classifica generale: 5º nel 2011
- Vincitore della classifica di slalom speciale nel 2011
- 6 podi:
  - 1 vittoria
  - 2 secondi posti
  - 3 terzi posti

#### Coppa Europa - vittorie
| Data            | Località | Paese    | Specialità |
| --------------- | -------- | -------- | ---------- |
| 19 gennaio 2011 | Zuoz     | Svizzera | SL         |

Legenda:

SL = slalom speciale

### Nor-Am Cup
- Miglior piazzamento in classifica generale: 3º nel 2010
- Vincitore della classifica di slalom speciale nel 2010
- 8 podi (1 in slalom gigante, 5 in slalom speciale, 1 in supercombinata):
  - 2 vittorie
  - 3 secondi posti
  - 4 terzi posti

#### Nor-Am Cup - vittorie
| Data             | Località | Paese  | Specialità |
| ---------------- | -------- | ------ | ---------- |
| 15 dicembre 2009 | Panorama | Canada | SL         |
| 16 dicembre 2018 | Panorama | Canada | SL         |

Legenda:

SL = slalom speciale

### Australia New Zealand Cup
- Miglior piazzamento in classifica generale: 3º nel 2015
- 4 podi:
  - 1 secondo posto
  - 3 terzi posti

### Campionati statunitensi
- 1 medaglia[1]:
  - 1 bronzo (slalom speciale nel 2010)

### Campionati statunitensi juniores
- 4 medaglie[2]:
  - 4 argenti (nel 2006)